# Daniel Cudmore
Daniel Cudmore, född 20 januari 1981, är en kanadensisk skådespelare. Han är mest känd för sina roller som Colossus i X-Men-filmerna och som Felix i Twilight-filmerna.